# Entente gaélique de Haute-Bretagne
 (février 2024).
Si vous disposez d'ouvrages ou d'articles de référence ou si vous connaissez des sites web de qualité traitant du thème abordé ici, merci de compléter l'article en donnant les références utiles à sa vérifiabilité et en les liant à la section « Notes et références ».
L'Entente gaélique de Haute-Bretagne (EGHB) est la section sportive de football gaélique de l'US Liffré, club omnisports de la ville de Liffré en Ille-et-Vilaine. Il s'agit du club majeur de football gaélique en Bretagne avec 11 titres de champion de Bretagne, 4 coupes de Bretagne et un titre de champion de France acquis en 2013.
L'EGHB est issue des villes de Sens-de-Bretagne (ville de création du club), Thorigné-Fouillard (ville qui a accueilli les entrainements du club) et Liffré (ville siège du club et où ont lieu les entraînements et les compétitions).

## Historique
L'EGHB est issue du déménagement en 2007 du club de football gaélique de Sens-de-Bretagne, fondé en 2004 par quatre amis (Bruno Coubrun, Grégory Lamade, Didier Périou et Eric Poussin). De 2008 à 2013, l'équipe première de l'EGHB s'entraîne à Thorigné-Fouillard. À partir de 2013, elle s'entraîne au Stade Pierre-Rouzel de Liffré. Les compétitions ont lieu au Stade Nelson Paillou de Liffré.
En avril 2009, L'EGHB est devenue la première équipe française de club à disputer un tournoi officiel de football gaélique en Irlande.
Il s'agit de l'équipe la plus titrée en Championnat de Bretagne de football gaélique avec onze victoires sur les treize compétitions disputées. Rennes a remporté les deux autres championnats.
Après plusieurs places d'honneur, Liffré devient champion de France de football gaélique en 2013, à l'issue du tournoi final disputé à Ploufragan.
En 2016, Liffré obtient son dixième titre de champion de Bretagne et termine 3e du championnat de France. Cette même année, Liffré obtient son premier titre majeur européen en remportant la deuxième division du championnat d'Europe (le shield).

## Palmarès du club
| Saisons   | Championnat de Bretagne                        | Coupe de Bretagne      | Championnat de France | Euroligue                                                                                              | Beach Gaelic de Nantes | Challenge de Monterfil |
| --------- | ---------------------------------------------- | ---------------------- | --------------------- | --- | ---------------------- | ---------------------- |
| 2022-2023 | Champion                                       | Vainqueur du Challenge | 3ème                  | |                        |                        |
| 2021-2022 | 2e D1                                          |                        | Annulé                | |                        |                        |
| 2020-2021 | Annulé                                         | Annulé                 | Annulé                | |                        | Annulé                 |
| 2019-2020 | Annulé                                         | Annulé                 | Annulé                | 8e Elite                                                                                               |                        | Annulé                 |
| 2018-2019 | 2e D1                                          | Finaliste              | 4e D1                 | Vainqueur du shield                                                                                    |                        | Vainqueur              |
| 2017-2018 | Champion                                       | Finaliste              | 2e D1                 | 3e du shield                                                                                           |                        | 2e                     |
| 2016-2017 | Champion                                       | Vainqueur              | 4e D1 - 1e D3         | Vainqueur du shield                                                                                    |                        | 2e                     |
| 2015-2016 | Champion                                       | Quart-de-finaliste     | 3e D1                 | |                        | Vainqueur              |
| 2014-2015 | Champion                                       | Vainqueur              | 2e D1                 | |                        | Vainqueur              |
| 2013-2014 | Champion                                       | Finaliste              | 3e D1                 | Vainqueur du tournoi shield de Paris                                                                   |                        | Vainqueur              |
| 2012-2013 | Champion                                       | Vainqueur              | Champion              | 3e du tournoi shield de Maastricht                                                                     |                        | 2e                     |
| 2011-2012 | Champion                                       | Vainqueur              | 5e D1                 | 4e du tournoi shield de Bruxelles                                                                      |                        | Vainqueur              |
| 2010-2011 | Champion                                       | Demi-finaliste         | 2e D1                 | |                        | Vainqueur              |
| 2009-2010 | Champion                                       |                        | 6e                    | 4e du classement général du shield (6e du tournoi shield de Munich 7e du tournoi shield de Maastricht) |                        | Vainqueur              |
| 2008-2009 | Champion                                       |                        |                       | 4e du classement général du shield (Vainqueur du tournoi shield de Rennes)                             | Vainqueur              | Vainqueur              |
| 2007-2008 | Champion                                       |                        | 4e                    | | Vainqueur              | Vainqueur              |
| 2006-2007 | 3e                                             |                        |                       | |                        |                        |
| 2005-2006 | Champion (sous le maillot de Sens de Bretagne) |                        |                       | |                        |                        |